# Bayram Şit
Bayram Şit (* 1930 in Acıpayam, Denizli; † 29. Mai 2019) war ein türkischer Ringer im Freistil. Er war 1952 Olympiasieger im Federgewicht.

## Werdegang
Bayram Şit begann als Jugendlicher in Denizli mit dem Ringen. Er konzentrierte sich dabei auf den freien Stil. Im Alter von 20 Jahren hatte er die Spitzenklasse der türkischen Ringer in seiner Gewichtsklasse erreicht. Seinen ersten Start bei internationalen Meisterschaften absolvierte er bei den Mittelmeerspielen 1951 in Alexandria, wobei er gleich seinen ersten Titel gewann.
1952 qualifizierte er sich für die Teilnahme an den Olympischen Spielen in Helsinki. Im Federgewicht kam er dabei zu Siegen über Roger Bielle, Frankreich, Ibragim Dadaschew, UdSSR, Henry Holmberg, Schweden, Rauno Mäkinen, Finnland, Nasser Guivechi, Iran und Josiah Henson aus den Vereinigten Staaten und gewann damit die Goldmedaille.
1953 fanden nur Weltmeisterschaften im griechisch-römischen Stil statt. Weltmeisterschaften im freien Stil wurden 1954 in Tokio ausgetragen. Bayram Şit war wieder im Federgewicht am Start. Gleich in seinem ersten Kampf traf er dort auf den japanischen Lokalmatador Shōzō Sasahara, gegen den er verlor. Danach sicherte er sich aber noch mit Siegen über Nasser Guivechi, Géza Hoffmann, Ungarn und Nikolai Musaschwili, UdSSR, die Silbermedaille.
1955 rang Bayram Şit im Rahmen eines Länderkampfes gegen Schweden in Stockholm im Leichtgewicht gegen Olle Anderberg und verlor knapp nach Punkten.
1956 war er auch beim stark besetzten Welt-Cup in Istanbul dabei. Im Federgewicht kam er dort zu Siegen über Enjo Waltschew, Bulgarien und Georges Ballery, Frankreich. Gegen Sinar Salimoulin, UdSSR und Shōzō Sasahara verlor er und belegte den 3. Platz. Mit einem Start bei den Olympischen Spielen 1956 in Melbourne schloss er seine erfolgreiche Karriere am. Er verpasste dort mit Pech eine Medaille. Im Federgewicht siegte er in Melbourne gegen Mohamed Nazvi, Pakistan und John Elliott aus Australien und verlor in seinem 3. Kampf gegen Shōzō Sahsahara. Dann besiegte er in der 4. Runde Nasser Guivechi und musste trotzdem ausscheiden, weil er 5 Fehlpunkte erreicht hatte. Der Finne Erkki Penttilä hatte in der 4. Runde Freilos und erreichte damit die 5. Runde und platzierte sich deshalb in der Endabrechnung vor Bayram Şit auf dem 3. Platz.
Danach trat Bayram Sit vom aktiven Ringen zurück. Er absolvierte eine Trainerausbildung und war lange Jahre lang Trainer der türkischen Freistilringermannschaft. Zwischendurch wirkte er auch sehr erfolgreich zwei Jahre lang als Trainer der französischen Freistilringernationalmannschaft. Er veröffentlichte auch ein Lehrbuch über das Ringen.

## Erfolge
| Jahr | Platz | Wettbewerb                     | Gewichtsklasse | Ergebnisse |
| 1951 | 1.    | Mittelmeerspiele in Alexandria | Feder          | vor G. Essawi, Ägypten und Elie Naasan, Libanon |
| 1952 | Gold  | OS in Helsinki                 | Feder          | nach Siegen über Roger Bielle, Frankreich, Ibragim Dadaschew, UdSSR, Henry Holmberg, Schweden, Rauno Mäkinen, Finnland, Nasser Guivechi, Iran und Josiah Henson, USA |
| 1954 | 2.    | WM in Tokio                    | Feder          | nach einer Niederlage gegen Shōzō Sasahara, Japan und Siegen über Nasser Guivechi, Geza Hoffmann, Ungarn und Nikolai Musaschwili, UdSSR                              |
| 1956 | 3.    | Welt-Cup in Istanbul           | Feder          | nach Siegen über Enju Dimow, Bulgarien und Georges Ballery, Frankreich und Niederlagen gegen Linar Salimullin, UdSSR und Shōzō Sasahara                              |
| 1956 | 4.    | OS in Melbourne                | Feder          | nach Siegen über Mohamed Nazvi, Pakistan und John Elliott, Australien, einer Niederlage gegen Shōzō Sasahara und einem Sieg über Nasser Guivechi                     |